# Герб Луховиць
Місто Луховиці Московської області Росії має власну символіку: герб та прапор. Міський герб було затверджено 22 грудня 2006 року

## Опис
В лазуровому полі - заповнену зеленню розташована кроква, яка супроводжується вгорі трьома віялоподібно розкинутими, видимими зі спини і дотичними кінцями крил і хвостів, стрижів, а внизу - восьмипроменеве вписана зірка з чотирма довгими та чотирма короткими променями; всі фігури срібні.

## Обґрунтування символіки
Кроква нагадує літеру "Л" - першу в назві міста. Червона смуга символізує приналежність міського поселення до Московської області. Стрижі символізують авіаційний завод. Зірки в геральдиці є символом високих устремлінь, благородних цілей,, знаком заслуг, гідності і благородства. Довгі прямі промені надають зірці вид дороговказної, а додаткові непрямі промені створюють ефект сяйва у всіх напрямках, як би кажучи, що її світло видно звідусіль. У даній композиції зірка до того ж сяє як би не з зовні, а зсередини замкнутого кроквою міського простору, символізуючи те, що гідність і заслуги дійшли місту не ззовні, не даровані йому, а є наслідком його власного розвитку, закладені в його власній природі та історії.